# 고지전
"고지전"은 고수와 신하균이 주연을 맡은 장훈 감독과 박상연 작가의 2011년 한국영화이다. 한국전쟁을 배경으로 휴전협정이 막바지에 이를 무렵 가상의 고지 '애록고지'를 차지하기 위한 남과 북의 군사적 극한 대치를 다루고 있다. 쇼박스(주) 미디어플렉스가 100억 원을 투자하고 TPS Company가 제작한 대작영화이다.

## 줄거리
1950년 6월 25일 발발한 한국전쟁은 1951년 이후 일진일퇴의 공방전을 거듭하였고 그 와중에 판문점에서는 휴전협정이 진행되고 있었다. 하루가 멀다하고 고지의 주인이 바뀌는 상황이 거듭되는 상황에서 남과 북의 병사들은 전쟁의 고통에 시달렸고 휴전의 그날을 기다린다.
휴전회담의 배석자로 참석하던 방첩대 강은표 중위는 연합군과 인민군의 한 치의 양보도 없이 계속 결렬되는 휴전회담에 신물이 날 정도이다. 그러던 중 반민특위와 공산주의자 색출에 대해 말 실수를 하게 되는데, 영창을 가리라 예상했던 그에게 동부전선 10사단 캐이먼 캠프로 가라는 명령이 떨어진다. 이 곳은 전략적 요충지인 애록(AERO-K)고지를 두고 국군 정예부대 중 하나인 악어중대와 인민군의 치열한 고지탈환전이 벌어지는 곳이었는데, 얼마 전 악어중대 중대장 기철진 대위가 사망했다. 전투 중 전사로 보고되었지만 부검 결과 아군 권총에 의해 사살당한 것으로 밝혀졌다. 게다가 천안에 사는 한 여자가 아군 군사우편으로 인민군의 편지를 받은 일이 발생하자, 상부에서는 악어중대 내에 인민군 내통자가 있다고 생각하고 방첩대 중위인 그를 파견하게 된 것이다.
강은표 중위는 악어중대 신임 중대장 유재호 대위와 신병 남성식 이병과 함께 악어중대가 주둔하고 있는 동부전선 캐이먼 캠프에 도착한다. 그러나 정예부대라는 소문과 달리 춥다고 인민군복을 껴입는 오기영 중사, 부대 내에 꺼리낌없이 고아들을 들이는 평안도 사투리를 쓰는 양효삼 상사, 그리고 어린 나이와 모르핀 중독에도 불구하고 부대를 지휘하는 악어중대 임시중대장 신일영 대위 등, 인민군과 대치하고 있다고 생각하기 힘들 정도로 군기가 빠진 군인들을 만난다. 유재호 대위의 주도로 작전회의를 하던 중, 강은표 중위는 3년 전 자신의 소대원이었다가 실종된 김수혁을 만난다. 그는 어느 새 이등병에서 중위로 진급하여 악어중대의 실질적인 리더가 되어 있었다. 친구를 만난 기쁨도 잠시, 다음 날 애록고지는 인민군의 기습에 의해 점령되고 악어중대는 애록고지를 재탈환하기 위해 능선으로 이동한다. 점점 다가오는 첫 고지탈환전투에서, 강은표 중위는 고지전의 비극적인 진면목과 악어중대를 둘러 싼 이 모든 사건의 진실을 알게 되는데...

## 캐스팅
- 신하균 : 강은표 역 - 방첩대 중위
- 고수 : 김수혁  역 -중위
- 이제훈 : 신일영  역 - 대위. 임시중대장
- 류승수 : 오기영  역 - 중사
- 고창석 : 양효삼  역 - 상사
- 이다윗 : 남성식  역 - 신병
- 류승룡 : 현정윤  역
- 김옥빈 : 차태경  역 - 2초
- 조진웅 : 유재호  역 - 대위. 신임 중대장
- 정인기 : 이상억  역
- 박영서 : 황선칠  역
- 최정우 : 최 대령 역
- 전국환 : 연대장  역
- 김강일 : 인민군 대대장  역
- 한승도  : 포항 중대장  역
- 강영일  : 연대 작전참모  역
- 이하람  : 케이맨 여아  역
- 이동하  : 케이맨 남아  역
- 이승준  : 판문점 한국군 대표  역
- 이성민  : 판문점 북한군 대표  역
- 론 로만 : 판문점 연합군 대표 역
- 권혁종 : 춘천 국군 포로 1 역
- 김태윤 : 춘천 국군 포로 2 역
- 조민철  : 춘천 국군 포로 3 역
- 이광일  : 춘천 인민군 1 역
- 서현우 : 춘천 인민군 2 역
- 최민 : 방어거점 인민장교 역
- 정도원 : 방어거점 인민군  역
- 홍영근 : 인민군 대대 연락병  역
- 최시훈  : 애록 어린 인민군 역
- 이주승  : 땅굴 어린 인민군  역
- 서수석  : 지프 운전병  역
- 장영환  : 지프 운전병  역
- 하수호 : 3소대장  역
- 김건  : 화기 소대장  역
- 박종환 : 화기 부소대장  역
- 이문석  : 중대 무전병 1  역
- 백현우  : 중대 무전병 2  역
- 서준열 : 담배병사  역
- 김민석  : K위병 역
- 김준영  : K위병  역
- 김경일  : 악어의미병사 역
- 박주용  : 1P 위생병  역
- 이민우  : 1P 무전병 역
- 한성용 : 분대장 병 역
- 김창환  : 우는 보충병사  역
- 조민호  : 2P 무전병  역
- 김방률  : 인질병사  역
- 박재철 : 2P 위생병  역
- 박상진  : 파티때 우는 병사  역
- 장인호  : 2P 화기 병사  역
- 류제승  : 진급병사  역
- 김현우  : 고개병사  역
- 송하림 : 오줌 병사  역
- 이승원  : 3P 화기병사  역
- 송광원  : 소총수 역
- 김지수  : 소총수 역
- 윤민수  : 소총수 역
- 조형우  : 보충병사 1 역
- 김록경  : 보충병사 2 역
- 강내균  : 보충병사 3 역
- 이경헌  : 보충병사 4 역
- 하성철  : 보충병사 5 역
- 서종철 : 인민군 병사 1 역
- 김승태  : 인민군 병사 2 역
- 이대한  : 인민군 병사 3 역
- 이승조  : 인민군 병사 4 역
- 김강산  : 인민군 병사 5 역
- 임수완  : 인민군 병사 6 역
- 전호현  : 인민군 병사 7 역
- 손세아  : 인민군 병사 8 역
- 김영진  : 인민군 병사 9 역
- 이창신  : 인민군 병사 10 역
- 전수민  : 인민군 병사 11 역
- 강현택  : 인민군 병사 12 역
- 김상수  : 인민군 병사 13 역
- 송현석  : 인민군 병사 14 역

## 수상
- 2011년 제84회 아카데미영화상 외국어영화부문 출품
- 2011년 제31회 하와이국제영화제 초청
- 2011년 제48회 대종상영화제 최우수 작품상, 촬영상(김우형), 조명상(김민재), 기획상(이우정) 수상
- 2011년 제20회 부일영화상 최우수 작품상, 남우조연상(고창석), 신인남우상(이제훈), 미술상(류성희) 수상
- 2011년 제31회 한국영화평론가협회상 최우수 작품상, 감독상(장훈), 남자신인상(이제훈), 각본상(박상연) 수상
- 2011년 제32회 청룡영화제 촬영상(김우형), 미술상(류성희), 청정원인기스타상(고수) 수상
- 2011년 제16회 부산국제영화제 한국 영화의 오늘-파노라마부문 출품
- 2012년 제23회 팜스프링즈 국제영화제 경쟁부문 초청
- 2012년 제35회 포틀랜드 국제영화제 초청
- 2012년 제30회 아시안 아메리칸 미디어센터 영화제 씨네아시아부문 출품
- 2012년 제6회 아시안 필름어워드 Best Cinematographer(김우형), Best Production Designer(류성희), Best Supporting Actor(이제훈)부문 출품
- 2012년 제8회 시네마시아 영화제 초청
- 2012년 제14회 우디네 극동영화제 Korea부문 출품, 관객상 수상
- 2013년 제11회 피렌체 한국영화제 오리존티 부문 상영
- 2013년 제2회 애틀랜타 대한민국영화제 초청

## 고증 오류
포항철수작전은 한 사람의 낙오자 없이 민간인까지 태우고 빠져나간 작전이였다. 
이를 육군 장병들 중 일부가 탑승한 해군 상륙정의 승선인원이 초과하자 같은 중대원들을 쏘는 추악한 철수작전으로 왜곡을 하였고,
또한 실제 철수는 일본 상선단의 LST로 이뤄졌음에도 현장에 동원되지 않은 대한민국 해군 상륙정이 등장한 것도 고증 오류이다.
구석구석 가죽패치의 각도, 지퍼의 색상등 조금씩 신경쓰이는 피복 고증오류가 다수 존재한다.
하지만 상의의 허리끈제거등의 현실적인 디테일 고증이 재미를 준다.

## 같이 보기
- 소모전